# Triumfetta cordifolia
Triumfetta cordifolia là một loài thực vật có hoa trong họ Cẩm quỳ. Loài này được A.Rich. miêu tả khoa học đầu tiên năm 1831.